# Biblioteka Uniwersytecka w Zielonej Górze
Biblioteka Uniwersytecka w Zielonej Górze działa od 1 września 2001 roku, od czasu powołania Uniwersytetu Zielonogórskiego. Powstała z połączenia Biblioteki Głównej Wyższej Szkoły Pedagogicznej oraz Biblioteki Głównej Politechniki Zielonogórskiej. Biblioteka Uniwersytecka posiada dwa oddziały: Oddział Nauk Humanistycznych i Społecznych, mieszczący się przy ul. Wojska Polskiego, gdzie urzęduje dyrekcja biblioteki oraz Oddział Nauk Technicznych, Ścisłych i Ekonomicznych mieszczący się przy ul. Podgórnej.
W grudniu 2012 roku została oddana do użytku nowa biblioteka uniwersytecka. Nowy budynek liczy pięć kondygnacji nadziemnych oraz piwnicę (powierzchnia całkowita to ponad 8tys. m²). W budynku dostępne są pomieszczenia do przeprowadzania szkoleń, seminariów a także do spotkań naukowych. Jest to jedna z najnowocześniejszych placówek tego typu w woj. lubuskim.
Nowy projekt opiera się o szklane fasady, przestronny dziedziniec z zielenią. Elewacja została dodatkowo ozdobiona motywami winorośli. Projekt architektoniczny nowej biblioteki powstał w Biurze Architektonicznym NOW z Łodzi. Koszt całej inwestycji wyniósł 26mln zł.
Księgozbiór Biblioteki Uniwersyteckiej jest największym księgozbiorem naukowym w województwie lubuskim. Należą do niego pozycje z zakresu sztuki, nauk humanistycznych, społecznych, pedagogicznych, technicznych, ścisłych i ekonomicznych.
Biblioteka posiada w swoich zasobach 914 973 jednostek, które obejmują:
511 145 woluminów wydawnictw zwartych.
325 178 jednostek zbiorów specjalnych, w tym 2133 jednostek rękopisów i starodruków.
78 650 woluminów czasopism i wydawnictw ciągłych.